# Софія Шведська (1547—1611)
Шведська принцеса Софія, також Софія Густавсдоттер Ваза (29 жовтня 1547 – 17 березня 1611) - шведська принцеса, дочка короля Швеції Густава Вази та Маргарети Лейонгувуд. Герцогиня Саксен-Лауенбурзька від шлюбу з герцогом Магнусом II Саксен-Лауенбурзьким.

## Біографія
У ранньому дитинстві вона, а також її брати і сестри в королівському дворі, перебували насамперед під опікою матері, довіреної медсестри королеви, Брігітти Ларс Андерссонс, двоюрідної сестри її матері Маргарети та знатної вдови Інгрід Амундсдоттер.
Після смерті матері в 1551 році, вона, а також її брати і сестри були передані під опіку Крістіни Ґілленстірни, а потім до її тітки Бріти і Марти Лейонгуфвуд до повторного шлюбу її батька з Кетрін Стенбок. Тоді вони були під відповідальністю мачухи, фрейліни Анни Гоґенскільд.
Під час Північної семилітньої війни вдова данська королева Доротея Саксен-Лауенбурзька запропонувала укласти мирний договір шляхом шлюбу між її молодшим сином, данським монархом, і Софією. Однак вона зробила пропозицію без відома сина, і він не підтримав цю ідею.
У березні 1566 року Софія заручилася з герцогом Магнусом II Саксен-Лауенбурзьким, який довгий час був на службі у Еріка. Шлюб відбувся подвійним весіллям, коли її зведений брат король Ерік XIV одружився з Карін Монсдоттер 4 липня 1568 року. Ерік, можливо, організував шлюб Софії та Магнуса, тому що йому потрібна була підтримка для свого суперечливого шлюбу з Карін Монсдоттер. Можливо також, що він боявся, що не матиме бажаних гостей весілля, якщо не проведе весілля Софії паралельно.
На переговорах Магнус пообіцяв захищати Карін Монсдоттер. Софія не хотіла цього шлюбу — вона відмовилася і зупинила підготовку до весілля, що не дозволило йому відбутися в червні 1567 року, як було заплановано, коли Ерік вперше одружився з Карін. Тому Ерік наказав, щоб, оскільки Софія відмовилася готуватися до весілля, треба було підготуватися до неї — і її весілля відбулося разом із його другою, публічною весільною церемонією з Карін.

### Шлюб
На весіллі в Стокгольмі в липні 1568 року Софія йшла в процесії зі своєю сестрою Єлизаветою — після Карін, яка йшла першою з вдовою королевою Катериною Стенбок, що вважалося некоректним для статусу. Ні Софія, ні її сестра Єлизавета не були присутні на наступній коронації Карін. Під час скидання Еріка XIV, Софія, Магнус евакуювали Єлизавету і Кетрін Стенбок на човні і відвезли їх до бунтівного Югана в Упсалу. Юган офіційно стверджував, що Ерік планував віддати їх як заручників Московії, замість власної дружини Джона, що він намагався раніше.
Шлюб став вкрай нещасливим. У повідомленнях очевидів Магнус описується як типовий жорстокий німецький мудлан, відомий знущаннями над своїми підлеглими. Було відомо, що він піддав Софію жорстокому поводженню, мабуть, через сильні ревнощі. Згідно з хронікою Егідія Гірса, від поводження з нею з боку Магнуса Софія збожеволіла, бо чоловік: «...показав своїй принцесі всю недобрість, плювки і ганебний наклеп, що вона від горя завдала великої слабкості голови. 
У 1571 році Магнус заклав її коштовності, щоб фінансувати своє завоювання Саксен-Лауенбурга. Незабаром він витратив її гроші, і Софія була змушена постійно просити сім'ю профінансувати його амбіції. У 1575 році її брат король Юган III надав Магнусу шведське феодальне володіння Зонненбург на Озелі, щоб змусити його залишитись у Швеції, але через його жорстоке правління незабаром він був вигнаний з Озеля. Магнус став непопулярним у родині Софії через те, як він ставився до неї.
Магнус також вступив у конфлікт з Юганом III у 1576 році, коли той заборонив своїм підданим у феодії Софії сплачувати податки та виконувати свої обов’язки перед короною. У 1577 році в звітах говорилося, що Магнус перешкоджав Софії отримувати листи від своєї родини та приймати запрошення, й ізолював її від зовнішнього світу. 

### Пізніше життя
У 1578 році Юган III заарештував Магнуса, ув’язнив і вигнав з країни. Він змусив Магнуса залишити сина під опіку матері, а володіння Софії передали на її єдине ім’я. Югаан III надав їй володіння замок Екользунд і замок Веннгарн. У 1581 році Магнус поширював чутки про Софію в Німеччині. Юган наказав імператору заборонити Магнусу чинити наклеп на Софію, що могло б очорнити її ім’я та поставити під загрозу спадщину її сина та її право на її придані землі.
Подальше життя Софія присвятила своєму синові Густаву. Вона працювала над забезпеченням його прав у Заксен-Лауенбурзі та його майбутнього. Вона тримала Густава при собі, а не відсилала, як це було за звичаєм, і казали, що зіпсувала його до такої міри, що його характер був знищений.
У 1595 році вона вступила в конфлікт, коли Густав переконав її надати йому половину свого володіння, від якого вона відмовилася за допомогою свого брата Карла.

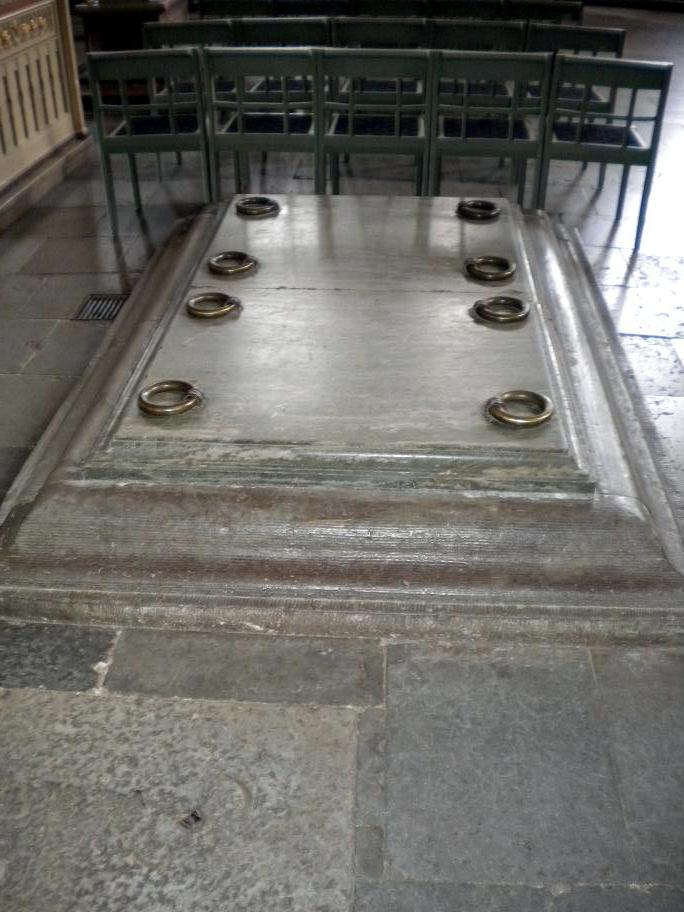
Люк на підлозі в соборі Странгнес, що веде до сімейного склепа її брата Карла IX, де також були поховані рештки Софії

Решту життя Софія прожила в замку Екользунд. На відміну від своїх братів і сестер, вона підтримала шлюб між Йоганом III і Гуніллою Білке в 1585 році. Кажуть, що Софія страждала від якогось психічного захворювання. Крім хроніки Егідія Гірса, про це мало згадується. Однак у листуванні братів і сестер її кілька разів просять не сумувати, щоб не хворіти.
На відміну від свого брата Магнуса, який був визнаний психічно хворим і був ізольований через це, Софія час від часу брала участь у придворному житті, наприклад, коли вона брала участь у громадській вечері з королівською родиною в Кальмарі на Великдень 1586 року. Її не описують як ефективну розпорядницю свого маєтку та суду: вона часто була змушена просити економічної допомоги через нецільове використання земель, а її суд був нестабільним через часті зміни персоналу: за ці роки вона змінювала головного дворецького двадцять один раз і економа двадцять три рази. У 1597 році їй було надано володіння Лагунда і Гобу. Вона стала вдовою, коли її відсутній чоловік помер у 1603 році.

### Проблема
У Софії було шестеро дітей, але лише одне з них прожила дитинство:
- Густав Саксен-Лауенбурзький (31 серпня 1570 — 11 листопада 1597), губернатор Кальмара, неодружений, але мав проблеми